# Тегу
Тегу (на корейски с хангъл: 대구, произнася се [tɛɡu], правопис по системата на Маккюн-Райшауер: Taegu) е град в Република Корея.
Има население около 2,5 милиона души (към 2014 г.) и обща площ от 884 км².

## Известни личности
Родени в Тегу
- Ким Техьонг (р. 1995) – член на групата Би Ти Ес
- Мин Юнги (р. 1993) – член на групата Би Ти Ес
- Пак Кън Хе (р. 1952) – бивш президент на Република Корея
- Пон Джун Хо (р. 1969) – режисьор
- Сонг Дже-ки (1967 – 2013) – активист

## Побратимени градове
- Алмати (Казахстан)
- Атланта (Джорджия, САЩ)
- Белу Оризонти, Бразилия
- Монреал (Канада)
- Пловдив (България)
- Санкт Петербург, Русия